# Лемішка

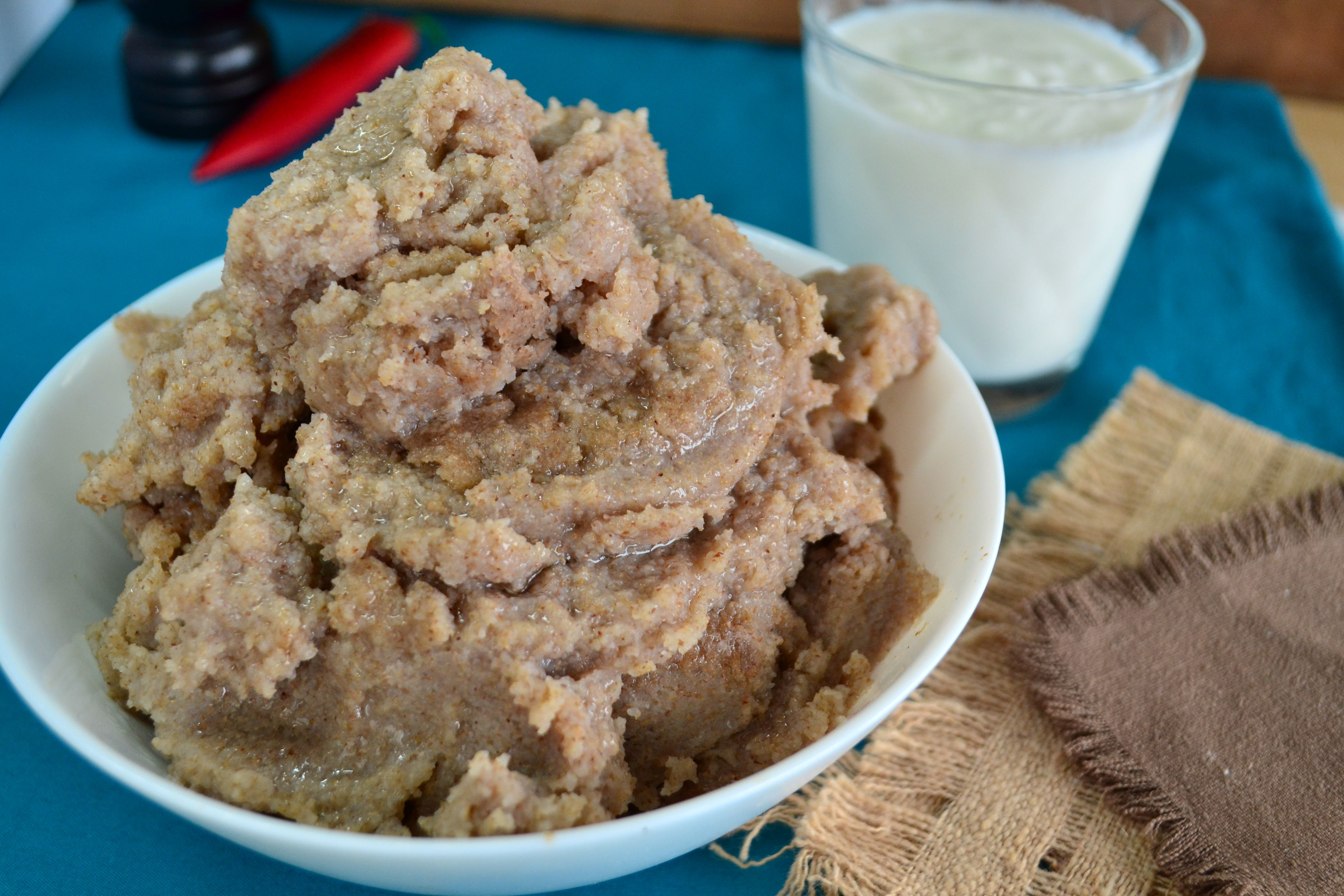
Лемішка

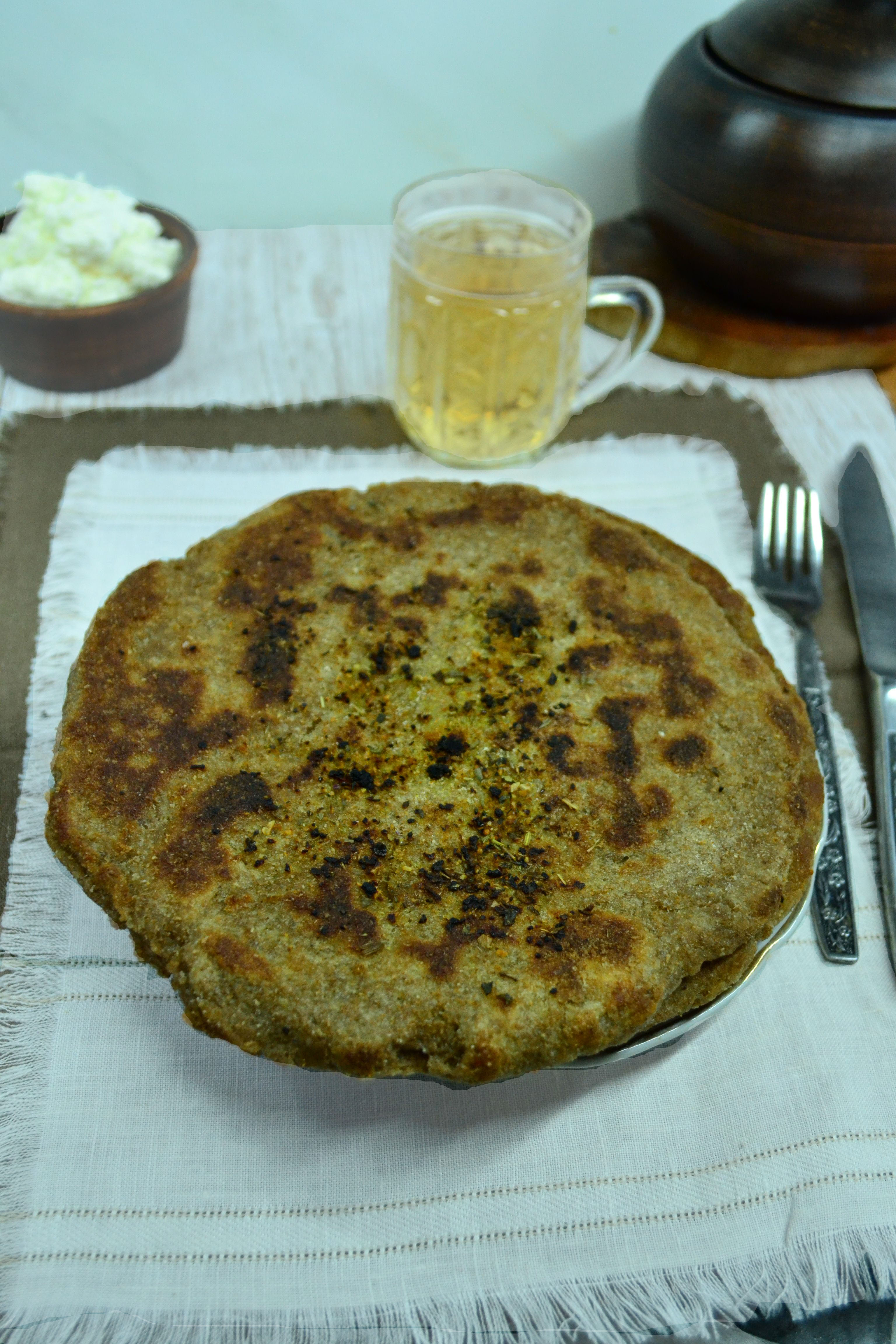
Коржи з лемішки

Лемішка — кашоподібна борошняна страва. У горщик з підсоленим окропом всипали підсушене гречане борошно, постійно перемішуючи та розтираючи його кописткою, щоб не утворювались грудки. Води й борошна брали приблизно у пропорції 2,5:1. Потім цю загуслу масу ставили у піч упрівати на одну годину. Вживали лемішку переважно в піст з олією чи «пісним» молоком з конопляного або макового сім'я. Часом до лемішки варили урду. У м'ясоїд їли з молоком, кисляком або підсмаженою на коров'ячому маслі цибулею. Готували лемішку на сніданок чи на вечерю. З холодної лемішки виробляли плескаті коржі, підсмажували їх на олії або запікали в печі. Називали їх плескана..